# Philip Woolf
Philip Woolf (* 24. März 1980 in Kapstadt) ist ein ehemaliger südafrikanischer Eishockeyspieler, der zuletzt bis 2014 bei den Aberdeen Lynx in der Scottish National League spielte.

## Karriere
Philip Woolf begann seine Karriere bei AMA-Horney Pretoria und spielte anschließend bei weiteren südafrikanischen Mannschaften. Ab 2012 spielte er bei den Aberdeen Lynx in der Scottish National League, wo er 2014 seine Karriere beendete.

### International
Woolf stand im Juniorenbereich bei der U20-D-Weltmeisterschaft 2000 auf dem Eis. Mit der Herren-Nationalmannschaft nahm er zunächst an der D-Weltmeisterschaft 1999 teil. Später spielte er bei den Welttitelkämpfen der Division II 2003, 2004, 2009 und 2014 sowie der Division III 2005 und 2008.

## Erfolge und Auszeichnungen
- 2005 Aufstieg in die Division II bei der Weltmeisterschaft der Division III
- 2008 Aufstieg in die Division II bei der Weltmeisterschaft der Division III